# اورست کاپوتزو
اورست کاپوتزو (به انگلیسی: Oreste Capuzzo) ژیمناست زادهٔ ۷ دسامبر ۱۹۰۸ میلادی اهل کشور ایتالیا است.